# Barranc de Ribaleres
El Barranc de Ribaleres és un corrent fluvial del Pallars Sobirà, que neix al bosc de muntanya i desemboca a la Noguera de Vallferrera.